# 拉吉乡
拉吉乡，是中华人民共和国四川省凉山彝族自治州越西县下辖的一个乡镇级行政单位。

## 行政区划
拉吉乡下辖以下地区：
布林村、红卫村、红旗村、团结村、则布村和拉吉村。